# マーリオ・リゴーニ・ステルン

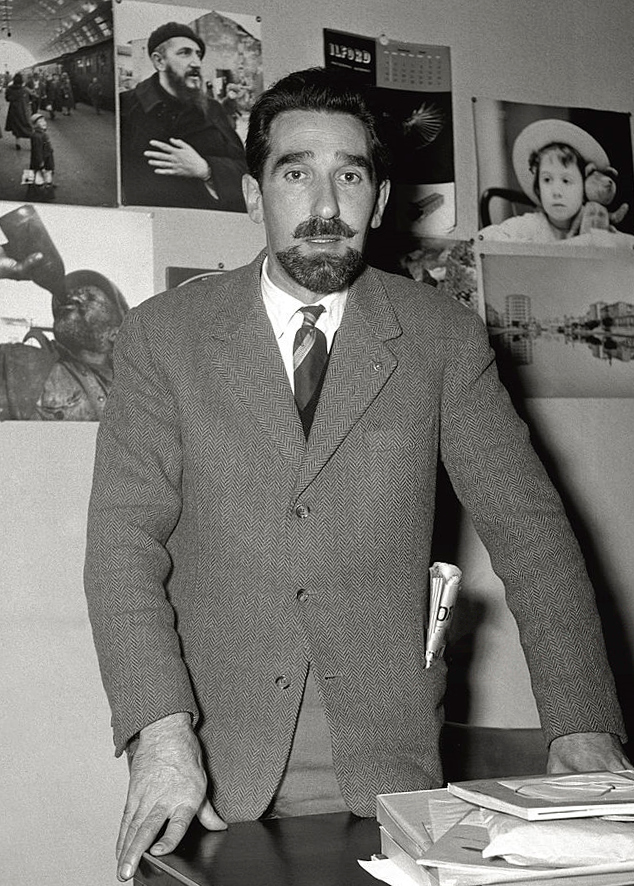
マーリオ・リゴーニ・ステルン, 1958

マーリオ・リゴーニ・ステルン（Mario Rigoni Stern, 1921年11月1日 - 2008年6月16日）は、イタリア共和国の作家。

## 略歴
1921年、イタリア北部のアジアーゴに生まれた。1953年、処女作となる小説『雪の中の軍曹』を発表。これは、第二次世界大戦で実際にアルピーニ師団の軍曹として体験した、ロシア戦線からの悲惨な撤退を描いたもので、翌年には自身によって英語版が発表されている。これは自身が翻訳した唯一の作品となっている。また、イタリア降伏後の1943年にはドイツ軍によって元イタリア兵の敵性外国人として捕らえられ、ドイツ国内外で強制労働に就いていた。このほかよく知られた作品として、1979年にカンピエッロ賞とバグッダ賞を受賞した『テンレの物語』などがある。

## 作品
- 1953年：Il sergente nella neve
  - 1954年に『The sergeant in the snow』の英題で英語版を発表
  - 『雪の中の軍曹』（大久保昭男訳、草思社）
- 1962年：Il bosco degli urogalli
  - 『雷鳥の森』（志村啓子訳、みすず書房、大人の本棚）
- 1971年：Quota Albania
- 1973年：Ritorno sul Don
  - 『ドン河への帰還』
- 1978年：Storia di Tönle
  - 『テンレの物語』（飯田煕男訳、青土社）
- 1980年：Uomini, boschi e api
- 1985年：L'anno della vittoria
- 1986年：Amore di confine
- 1991年：Arboreto selvatico
  - 『野生の樹木園』（志村啓子訳、みすず書房）
- 1995年：Le stagioni di Giacomo
- 1998年：Sentieri sotto la neve
- 1999年：Inverni lontani
- 2000年：Tra due guerre e altre storie
- 2002年：L'ultima partita a carte
- 2006年：Stagioni